# Trévou-Tréguignec
Trévou-Tréguignec è un comune francese di 1 465 abitanti situato nel dipartimento delle Côtes-d'Armor nella regione della Bretagna.

## Società

### Evoluzione demografica
Abitanti censiti